# Резец (археология)

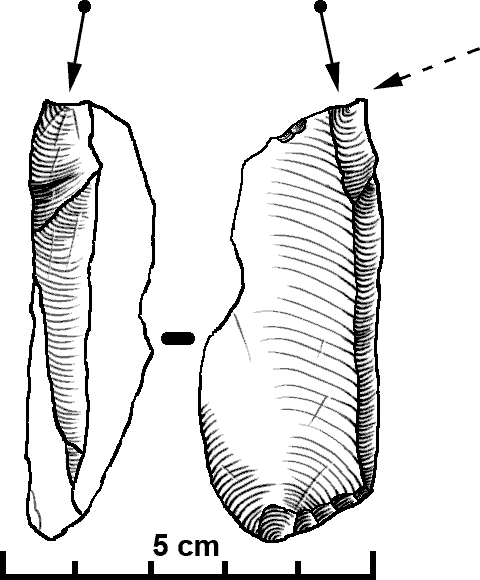
Двугранный резец

Резе́ц — каменное (кремнёвое) орудие, у которого при помощи узкого, так называемого резцового, скола (или сколов) сформирована режущая кромка. Орудие, характерное для эпохи палеолита, применялось человеком для резания, скобления, обработки кости, рога и некоторых пород камня. Для его изготовления у предварительно обработанной ножевидной пластины откалывался угол, а противоположный угол того же конца пластины оставлялся заострённым. Притупившийся резец можно было снова заострить («заточить») таким же способом. По типу подготовки площадки скола резцы подразделяют на ретушные (прямо-, косо-, вогнуторетушные); с неподготовленной площадкой скола; угловые (двугранные), где площадкой служит предыдущий резцовый скол. На одной заготовке возможны комбинации нескольких резцовых кромок. В качестве резцов использовались и другие предметы, например челюсти бобра с резцами.